# Каскад (ансамбль)
Каскад (ансамбль), группа «Каскад» — музыкальный коллектив, образованный из числа военнослужащих ОКСВА в 1983 году в Афганистане, исполняющий песни афганской военной лирики. Наиболее старый и известный в среде афганцев.

## История
Каскад
Всякая война рождает свои песни, свой фольклор. Не была в этом плане исключением и десятилетняя афганская эпопея Советского Союза. «Шурави» ярко проявили себя в поэтическом и музыкальном творчестве. Особое место в нем занимали вокально-инструментальные группы Ограниченного контингента «Голубые береты» и «Каскад». «За речкой» песни этих ансамблей, получив живой отклик, сотни раз переписывались с кассет на кассеты, звучали в клубах, на горных перевалах, в солдатских палатках. Они были эхом и символом войны. С ними на устах уходили в рейды, поминали погибших товарищей, возвращались домой, в Союз. Так сложилось, что официальную известность «Каскад» имел гораздо меньшую, нежели «Голубые береты». Может быть, потому, что своим «непричесанным» творчеством группа была менее ангажирована наверху. Зато среди бойцов популярность «Каскад» была потрясающей.
Военный дирижер майор Андрей Сухов был направлен в Афганистан в 1983-м. Шел третий год войны. Там, и Баграме, Сухов, по его собственному признанию, осознал, что его профессия не приносит той пользы, которую могла бы приносить в боевых условиях. Мобильный творческий ансамбль — вот выход! В конце года начальник политотдела соединения, в которое военный дирижер получил назначение, дал добро«на создание выездной труппы (поначалу, кроме музыкальной группы под названием «Каскад», ансамбль включал в себя и танцоров, и фокусников, и даже эквилибристов).
Потом был вывод войск. «Шурави» покидали Афганистан, и третий к тому времени состав «Каскад» спел «Мы уходим…» — удивительно проникновенный финальный гимн Контингента. Война оставалась в прошлом. В водовороте перемен, захлестнувших Союз, казалось, канула и вокально-инструментальная группа: у кого-то из музыкантов закончился срок военной службы, кто-то получил назначение в другие военные округа. Но это не так. Судьба замечательной группы достойна того, чтобы рассказать о ней с самого начала…
Название группа позаимствовала у отряда спецназа КГБ СССР, который в то время действовал на территории Афганистана. Кстати, считается, что первые так называемые «афганские» песни спели именно спецназовцы… В новой аранжировке, с доработанными текстами песни зазвучали впоследствии в исполнении «каскадовцев»-музыкантов. В них воплотились и стихи офицеров Александра Стовбы (погиб в Афганистане), Вадима Дулепова, военных журналистов Владимира Шленского (скончался после командировки в ДРА), Александра Голубовича, Владимира Подделкова … Политорганы подобную «отсебятину» поначалу не приветствовали. Петь «афганские» песни ребятам дозволяли с неохотой. Лишь в 1985 году, когда разговоры о свободе и демократии стали делом обыденным и официальным, «Каскаду» дали зеленый свет. Видимо, прав был тот замполит, который как-то обронил: «Один концерт «Каскада» стоит ста часов политработы…» Отныне авторский репертуар группы получал статус легитимного, а ЦК ВЛКСМ даже подарил ребятам музыкальную аппаратуру. Андрея Сухова наградили орденом «За службу Родине в Вооруженных Силах СССР» III степени. Однако его служба в Афганистане подходила к завершению. Первый состав «Каскада» просуществовал два года: Андрей Сухов, Кирилл Подойницын, Александр Тихонов, Павел Кравчук.
Эстафету художественного руководителя группы принял у Сухова военный дирижер майор Александр Колесников. Ему удалось «пробить» на общесоюзной студии грамзаписи «Мелодия» первый официальный диск «Каскада» под названием «Вспомним, ребята!». Второй состав группы был самым многочисленным: старшина сверхсрочной службы Игорь Грязнов (вокал, гитара), сержант сверхсрочной службы Раниль Мусин (вокал, труба), прапорщик Александр Нене (саксофон), сержант сверхсрочной службы Павел Синческул (тромбон), сержант Виталий Гребенников (ударные), сержант Надых Хамраев (клавишные), сержант Александр Надточий (ритм-гитара), рядовой Александр Овсянников (бас-гитара), сержант Владимир Майданиченко (саксофон), служащая Галина Негрий (вокал), служащая Сания Хикматуллина (вокал).
После очередной замены военнослужащих Контингента в 1988-м в «Каскаде» сложился третий состав: военный дирижер майор Александр Халилов, рядовой Асватур Сагинян (вокал, клавишные), рядовой Александр Лумников (гитара), рядовой Александр Бордулаев (вокал), старший лейтенант Игорь Василенко (вокал), рядовой Иван Хохлов (бас-гитара). В порядке эксперимента расстались с трубной группой. В результате очередной альбом «Каскада» («Пусть память говорит», 1989 г.) зазвучал в эстрадном исполнении. Впрочем, как и в предыдущий раз, из-за идеологических препон в диск пришлось включить нe самые популярные песни. Но и это был успех. Этими тремя составами «Каскад» дал в Афганистане свыше 400 концертов. Многие поездки группы по пылающей стране были связаны с риском для жизни.
Потом был вывод войск. Халилов и почти все его музыканты разъехались по военным гарнизонам, городам и весям СССР. Казалось, это был финал музыкальной летописи группы, если бы не Иван Хохлов. Идея продолжить историю «Каскада» родилась именно у него. С большими трудностями, но осуществить ее все же удалось. По согласованию с командованием Туркестанского военного округа к руководству «реанимированной» музыкальной группы был привлечен офицер Юрий Стрельцов, а через некоторое время в нее влились сверхсрочники Игорь Гринчевский (вокал, лидер-гитара) и Виктор Костюк (ударные). К маю 1989-го четвертый состав «Каскада» был сформирован. Группа записывалась на ЦТ на телевидении Узбекистана, на радио «Маяк», а в 1990-м даже выпустила совместно с группой «Контингент» музыкальный диск «Южный крест».
На грани распада новый состав «Каскада» бывал не раз: сказывались бытовая неустроенность, отсутствие хорошей аппаратуры. На одном энтузиазме выезжать было тяжело. Перебивались на чужой аппаратуре, пока на помощь не пришло Ярославское областное хозрасчетное объединение воинов-интернационалистов. Оно помогло с аппаратурой. Впрочем, новые страницы в истории «Каскада» писал уже следующий состав группы. А случилось вот что. Обнаружились следы основателя «Каскада» Андрея Сухова. К тому времени он вместе с Валерием Асовским, Сергеем Виноградовым и Владимиром Назаровым уже создали новую группу, репертуар которой состоял из военной тематики. Однажды руководитель «Голубых беретов» Сергей Яровой обмолвился, что неплохо было бы Сухову «расставить все точки над «i» и возвратиться в «Каскад». Процесс очередной реорганизации группы проходил болезненно и сложно. Одно время даже существовали две группы под одноименным названием.
Жизнь «Каскада» в пятом составе продолжается вот уже более 33 лет. Сегодня в нем играют Андрей Мартыненко (клавишные, вокал), Владимир Назаров(лидер-вокал, ритм-гитара). Сергей Виноградов (директор,соло-гитара, вокал). Михаил Доброхотов (бас-гитара, вокал). «Каскад» по-прежнему выезжает на гастроли в города и поселки бывшего Советского Союза.
Базируется группа в городе Ярославль.
18 ноября 2022 года умер основатель группы «Каскад» майор Андрей Сухов.

## См.также:http://afghan-yar.msk.ru/page.php?id=117
- Каскад (спецподразделение)
- Афганские песни
- Кукушка (песня ветеранов-афганцев)
- Опять тревога (песня)
- Бой гремел в окрестностях Кабула (песня)
- Голубые береты